# مقاطعة تورانس (نيومكسيكو)
مقاطعة تورانس (بالإنجليزية: Torrance County)‏ هي إحدى مقاطعات ولاية نيومكسيكو في الولايات المتحدة الأمريكية.